# Complex Astronòmic El Leoncito
El Complex Astronòmic El Leoncito (CASLEO) és un observatori astronòmic situat en el departament Calingasta, a l'oest de la província de San Juan, gairebé al peu de la serralada dels Andes, a l'Argentina.
Es troba a 2552 msnm, en les estribaciones occidentals de la Serra del Tontal, en el cordó central o precordillera de Sant Joan, 30 quilòmetres al sud de la localitat de Barreal. Tot el complex es troba dins d'una Reserva Astronòmica de 70 000 hectàrees, la qual cosa garanteix la preservació de la qualitat del seu cel.
El Complex El Leoncito és un dels dos observatoris localitzats al Parc Nacional El Leoncito, l'altre és l'"Estació Astronòmica Carlos O. Cesco", de l'Observatori Félix Aguilar.

## Història
El Complex Astronòmic El Leoncito va ser formalment creat el 10 de maig de 1983 per un acord signat entre la llavors Sotssecretaria de Ciència i Tecnologia (SUBCYT); el Consell Nacional de Recerques Científiques i Tècniques (CONICET); la Universitat Nacional de la Plata (UNLP); la Universitat Nacional de Córdoba (UNC), i la Universitat Nacional de San Juan (UNSJ). Va ser inaugurat el 12 de setembre de 1986 i va començar la seva operació efectiva l'1 de març de 1987.

## Estructura
El sector construït supera els 2000 m2 coberts. En el lloc es disposa de capacitat hostalera per unes 20 persones. Les necessitats tècniques estan cobertes a través d'un taller mecànic de precisió, un laboratori d'electrònica, laboratori d'òptica, computació i altres elements propis de l'activitat que s'ha de desenvolupar. Es disposa d'un servei elèctric comercial i una usina pròpia a l'efecte de continuar amb el treball en el cas de talls. En aquestes circumstàncies un sistema d'energia contínua manté en funcionament les computadores i altres equips sensibles fins que els grups electrògens propis comencin a generar energia.

## Finalitat
Aquest observatori és una institució que brinda importants serveis a la comunitat científica a l'efecte de que els astrònoms puguin dur a terme els seus programes d'observació. En aquest sentit, les seves principals funcions són l'operació, el manteniment, i el desenvolupament d'instrumental astronòmic, proveint a més suport tècnic, administratiu i d'infraestructura als científics autoritzats a fer ús del servei. Les propostes presentades pels astrònoms argentins i estrangers són avaluades per un Comitè Científic, que decideix l'adjudicació del temps d'observació.
CASLEO compta amb un telescopi reflector de 2,15 metres de diàmetre, que pertany a la UNLP, a més d'altres telescopis menors. El complex és operat pel Consell Nacional de Recerques Científiques i Tècniques (CONICET). Astrònoms de tot el món el visiten per fer observacions i recerques. El lloc d'emplaçament va ser triat particularment per la netedat del seu cel i el clima favorable, que permeten una mitjana anual de 270 nits d'observació.